# ویلیام برنز
ویلیام جوزف برنز (به انگلیسی: William Joseph Burns؛ زادهٔ ۴ آوریل ۱۹۵۶) یک دیپلمات، سفیر شغلی و سیاستمدار آمریکایی است که از مارس ۲۰۲۱ تا ۲۰ ژانویه ۲۰۲۵ عنوان هشتمین اداره‌کننده سازمان اطلاعات مرکزی ایالات متحده آمریکا خدمت کرد. او پیشتر از سال ۲۰۱۱ تا ۲۰۱۴، هفدهمین قائم‌مقام وزیر امور خارجه بوده و از سال ۲۰۰۸ تا ۲۰۱۱ نیز به عنوان معاون سیاسی وزارت امور خارجه ایالات متحده آمریکا فعالیت می‌کرده‌است.
او از سوی جو بایدن رئیس‌جمهور آمریکا به عنوان اداره‌کننده آژانس اطلاعات مرکزی (سیا) گماشته شد. او نخستین رئیس آژانس اطلاعات مرکزی است که همه پیشینه کاری او به وزارت امور خارجه و امور دیپلماتیک بازمی‌گردد.

## زندگی سیاسی
ویلیام برنز پیشتر سفیر آمریکا در روسیه، و اردن بود. او دارای مدرک دکترای روابط بین‌الملل از دانشگاه آکسفورد است که در قالب بورسیه مارشال آن را دریافت کرده‌است. به جز این، او سه مدرک دکترای افتخاری هم دریافت کرده‌است.
ویلیام برنز سابقه‌ای طولانی در مسائل خاورمیانه و به ویژه مذاکرات صلح این منطقه دارد.
ویلیام برنز بنا داشت خیلی زودتر از این، خود را بازنشسته کند ولی به خواست باراک اوباما این تصمیم را عقب انداخت تا تکلیف مذاکرات ایران معلوم شود. ویلیام برنز در سال ۲۰۱۴ و پس از ۳۳ سال کار در وزارت امور خارجه آمریکا در مقام دیپلمات ارشد بازنشسته شد. او پس از کناره‌گیری همچنان به عنوان مشاور با دولت آمریکا در زمینه مذاکرات ایران و موارد دیگر همکاری می‌کند.
ویلیام برنز پس پیروزی دونالد ترامپ در انتخابات ریاست‌جمهوری ۲۰۱۶ به موقوفه کارنگی برای صلح بین‌المللی پیوست.
در مارس ۲۰۲۱ مجلس سنای ایالات متحده آمریکا به ویلیام برنز، نامزد جو بایدن برای جایگاه اداره‌کننده آژانس اطلاعات مرکزی، رای اعتماد داد. او نخستین اداره‌کننده آژانس اطلاعات مرکزی است که همه پیشینه کاری او به وزارت امور خارجه و دستگاه دیپلماسی آمریکا بازمی‌گردد. کسب رای اعتماد ویلیام برنز قطعی به نظر می‌رسید. اما به علت اعتراض تد کروز، روند بررسی صلاحیت او را به‌طور فوری انجام نشد. تد کروز با استفاده از اختیارات سناتوری خود، رای اعتماد به ویلیام برنز در صحن علنی سنا را به تأخیر انداخت. چون از جو بایدن و آنتونی بلینکن خواسته بود علیه پروژه ساخت خط لوله گاز طبیعی میان آلمان و روسیه موضع‌گیری کرده و روسیه را برای این پروژه تحریم کنند.

## ایران
ویلیام برنز در مذاکرات هسته‌ای ایران با گروه ۱+۵ ایفای نقش کرده‌است. او در سال ۲۰۰۸ مأموریت یافت تا در سوئیس پنهانی با مقام‌های ایران دیدار کند. البته او در این دیدار تنها به عنوان شنونده حاضر بود و گفتگوی مستقیمی میان او و سعید جلیلی گزارش نشده‌است. او همچنین در اوایل سال ۲۰۱۳ دیدارهای پنهانی دیگری نیز با مقام‌های ایران در عمان داشت.
ویلیام برنز از مخالفان سیاست خارجی دونالد ترامپ بود و بارها از تصمیم‌های کابینه او از جمله خروج از توافق هسته‌ای با ایران انتقاد کرده‌است. ویلیام برنز از منتقدان کشتن قاسم سلیمانی بود و اعتقاد داشت این کار دولت ترامپ به اهدافی که خود او برای مقابله با ایران تعیین کرده بود آسیب‌زده‌است.